# Dòlar rhodesià

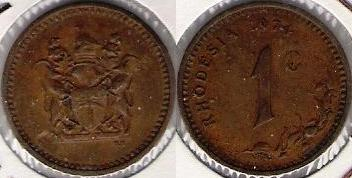
Moneda d'1 cèntim de dòlar del 1974

El dòlar rhodesià (en anglès Rhodesian dollar o, simplement, dollar) va ser la unitat monetària de Rhodèsia entre el 1970 i el 1980. S'abreujava $, o R$ per diferenciar-lo d'altres tipus de dòlars. Se subdividia en 100 cèntims (cents).
Fou introduït el 17 de febrer del 1970, menys d'un mes abans de la declaració de la república el 2 de març d'aquell any, en substitució de la lliura de Rhodèsia a raó de 2 dòlars per lliura. Va ser una moneda forta, comparable a la lliura esterlina fins als últims dies de Rhodèsia el 1980, en què fou substituït pel dòlar zimbabuès en termes paritaris. De tota manera, cal remarcar que el dòlar rhodesià mai va ser una moneda plenament convertible i que la seva taxa de canvi no tenia el reconeixement dels mercats.
Controlat pel Banc de Reserva de Rhodèsia (Reserve Bank of Rhodesia), se'n van emetre monedes de ½, 1, 2½, 5, 10, 20 i 25 cèntims i bitllets d'1, 2, 5 i 10 dòlars.